# Großer Daumen
Le Große Daumen est une montagne culminant à 2 280 m d'altitude dans les Alpes d'Allgäu.

## Géographie
En dessous du sommet, se trouvent trois lacs de montagne : Laufbichlsee, Koblatsee et Engeratsgundsee (de).

## Ascension
Le sommet est proche de la station Höfatsblick du téléphérique Nebelhornbahn. Il est également le point de départ ou d'arrivée de la via ferrata de Hindelang, qui va du Große Daumen au Nebelhorn.